# Andrey Coutinho
Andrey Marcel Ferreira Coutinho, oder einfach Andrey Coutinho (* 12. Januar 1990), ist ein brasilianischer Fußballspieler.

## Karriere
Bis Mitte 2011 spielte Andrey Coutinho beim brasilianischen Verein Paysandu SC in Belém. Im Juli 2011 ging er nach Myanmar. Hier unterschrieb er einen Vertrag bei Rakhine United in Sittwe. Der Verein spielte in der höchsten Liga des Landes, der Myanmar National League. Nach einem Jahr kehrte er wieder nach Brasilien zurück. Hier schloss er sich AA Santa Cruz aus Salinópolis an. Hier spielte er mit einer Unterbrechung bis 2014. Im April 2014 wechselte er für drei Monate nach Taubaté zum EC Taubaté. Young Africans SC, ein Club aus Tansania, nahm ihn ab Juli 2014 unter Vertrag. Der Verein aus Daressalam spielte in der ersten Liga, der Tanzanian Premier League. Mit dem Verein feierte er 2015 die Meisterschaft des Landes. Sein ehemaliger Club Rakhine United nahm ihn 2016 wieder für ein Jahr unter Vertrag. 2017 wechselte er nach Thailand. Hier unterzeichnete er einen Vertrag bei Nongbua Pitchaya FC. Der Verein aus Nong Bua Lamphu spielte in der zweiten Liga, der Thai League 2. Nach einem Jahr verließ er Thailand und wechselte nach Libyen, wo er sich dem al-Nasr SC anschloss. Der Verein, der in Bengasi beheimatet ist, spielte in der ersten Liga des Landes, der Libyan Premier League. Im Februar 2019 ging er wieder nach Brasilien. Hier wurde er von Águia de Marabá FC aus Marabá bis September unter Vertrag genommen. Im September ging nach Kuwait, wo er sich bis Januar 2020 dem al-Sahel SC aus Abu Halifa anschloss. Im Februar 2020 wechselte er abermals nach Thailand. Der Zweitligist Ayutthaya United FC aus Ayutthaya nahm ihn für die Saison 2020 unter Vertrag. Für Ayutthaya absolvierte er vier Zweitligaspiele. Mitte des Jahres unterschrieb er einen Vertrag beim Viertligisten Udon United FC in Udon Thani. Nach der Unterbrechung der Liga wegen der COVID-19-Pandemie wurde im Oktober 2020 die Thai League 3 und die Thai League 4 zusammengelegt. Die Thai Legue 3 spielte in sechs Regionen. Udon wurde er North/Eastern Region zugeteilt. Am Ende der Saison feierte er mit dem Verein die Meisterschaft. In den Aufstiegsspielen zur zweiten Liga konnte man sich nicht durchsetzen. Zu Beginn der Saison 2021/22 unterschrieb er einen Vertrag beim Zweitligisten Lampang FC. Am Ende der Saison konnte man sich in den Play-off-Spielen zur ersten Liga durchsetzen und stieg verdient in die erste Liga auf. Im Juni 2022 wurde sein Vertrag um ein weiteres Jahr verlängert. Nach insgesamt 41 Ligaspielen wurde sein Vertrag im Dezember 2022 nicht verlängert. Im Januar 2023 nahm ihn der thailändische Drittligist Samut Sakhon City FC unter Vertrag. Mit dem Verein aus Samut Sakhon spielte er zwölfmal in der Bangkok Metropolitan Region der Liga. Im Sommer 2023 wechselte er in die North/Eastern Region. Hier schloss er sich in Udon Thani dem Udon United FC an. Hier bestritt er 21 Drittligaspiele. Nach einer Spielzeit wechselte er im Sommer 2024 zum Drittligaaufsteiger und Ligakonkurrenten Roi Et PB United FC.

## Erfolge
Young Africans SC
- Premier League (Tansania): 2014/2015

Udon United FC
- Thai League 3 – North/East: 2020/21